# Coppa Agostoni 2010
La Coppa Agostoni 2010, sessantaquattresima edizione della corsa e valida come evento dell'UCI Europe Tour 2010 categoria 1.1, si svolse il 18 agosto 2010 su un percorso di 186,6 km. La vittoria fu appannaggio dell'italiano Francesco Gavazzi, che completò il percorso in 4h42'15", precedendo i connazionali Mauro Santambrogio e Luca Paolini.
Sul traguardo di Lissone 35 ciclisti, su 164 partiti dalla medesima località, portarono a termine la competizione.

## Ordine d'arrivo (Top 10)
| Pos. | Corridore            | Squadra            | Tempo    |
| ---- | -------------------- | ------------------ | -------- |
| 1    | Francesco Gavazzi    | Lampre             | 4h42'15" |
| 2    | Mauro Santambrogio   | BMC                | s.t.     |
| 3    | Luca Paolini         | Acqua & Sapone     | s.t.     |
| 4    | Miguel Ángel Rubiano | Meridiana          | s.t.     |
| 5    | Leonardo Bertagnolli | Androni Giocattoli | s.t.     |
| 6    | Vladislav Borisov    | Amore & Vita       | s.t.     |
| 7    | Ryder Hesjedal       | Garmin             | s.t.     |
| 8    | Leonardo Giordani    | Ceramica Flaminia  | s.t.     |
| 9    | Enrico Zen           | Colnago            | s.t.     |
| 10   | Serafín Martínez     | Xacobeo Galicia    | s.t.     |